# SC Herzogenburg

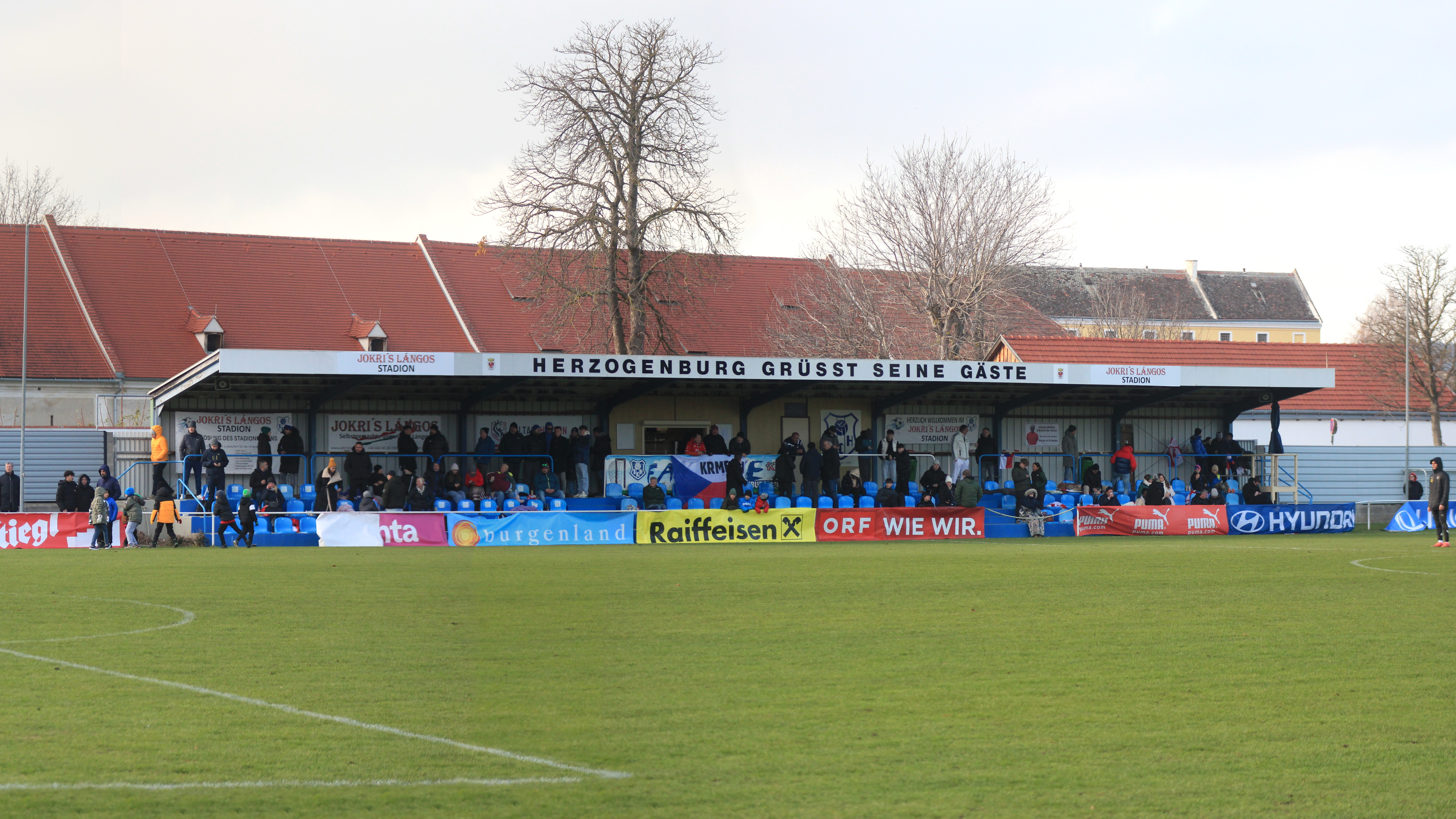
Die Sportanlage Herzogenburg (2024)

Der SC Herzogenburg (Langname: „Sportclub Herzogenburg“) ist ein Fußballverein in der niederösterreichischen Stadtgemeinde Herzogenburg im Bezirk St. Pölten-Land. Der Verein gehört dem Niederösterreichischen Fußballverband (NÖFV) an und spielt in der Saison 2024/25 in der Gebietsliga West.
Der Sportclub trägt seine Spiele im Fenster Kaiser Stadion mit 1500 Plätzen aus.

## Geschichte
In der Saison 1962/63 nahm der Verein zum bislang einzigen Mal am ÖFB-Cup teil, in der ersten Runde scheiterte Herzogenburg aber am ESV Admira Villach mit 0:3. In der Saison 1973/74 spielte der Verein in der niederösterreichischen Landesliga.

## Bekannte ehemalige Spieler und Trainer
- Martin Scherb
- Jochen Fallmann
- Patrick Schagerl
- Michael Zechner
- Andree Neumayer
- Haris Ismailcebioglu
- Berkay Tanir